# Foday Jibani Manka
Foday Jibani Manka (* 20. November 1942 in Georgetown; † 30. Dezember 2014 in Banjul) war ein gambischer Politiker.

## Bildung und Beruflicher Werdegang
Manka besuchte zunächst von 1949 bis 1955 die Methodist Primary school und wechselte dann auf die Armitage Annexed Post Primary school. Ab 1957 besuchte er die Armitage High school (heute Armitage Senior Secondary School). Als Lehrer bildete er sich auf dem Teacher Training College (heute Gambia College) in Yundum aus, seinen Abschluss als Grundschullehrer machte er 1964 und unterrichtete bis 1976.
Auf der University of Leeds machte er sein Diplom in Erziehungswissenschaften und kehrte 1977 nach Gambia zurück und war als bis zu seiner Pensionierung 1997 als Schulleiter tätig. Anschließend spielte Manka in der sozialen, kulturellen und politischen Entwicklung seiner Gemeinde eine führende Rolle. Als Historiker beschäftigte er sich mit der Geschichte von Janjanbureh und schrieb A History of an Island Community from 1800 to date, eine geschichtliche Beschreibung von Janjanbureh.

## Politisches Wirken
| Parlamentswahl | Stimmen          | Stimmanteil |
| -------------- | ---------------- | ----------- |
| 1997           | 405              | 43,60 %     |
| 2002           | nicht angetreten |             |
| 2007           | 517              | 61,62 %     |
| 2012           | 609              | 56,08 %     |

Bei den Parlamentswahlen 1997 trat er nach seiner Pensionierung als Lehrer zum ersten Mal als Kandidat der United Democratic Party (UDP) zu der Wahl für einen Sitz in der Nationalversammlung an. Er unterlag seinen Gegenkandidaten Daddy Kabba Dampha von der Alliance for Patriotic Reorientation and Construction (APRC). Die Parlamentswahlen 2002 wurde von den Oppositionsparteien weitestgehend boykottiert, so gab es im Wahlkreis Janjanbureh keinen Kandidaten der UDP, der Kandidat der APRC, Musa A. K. Sillah, erlangte den Wahlkreis kampflos.
Manka trat bei den Parlamentswahlen 2007 als Parteimitglied der APRC an, der er seit 2006 angehörte. Er konnte sich gegen seinen Gegenkandidaten Kebba Yira Manneh (UDP) behaupten und erlangte ein Sitz in der Nationalversammlung. Bei den folgenden Parlamentswahlen 2012 verteidigte er sein Mandat. In der Nationalversammlung war er in den Ausschüssen für Finanzen und Staatsbetriebe (engl. Public Accounts / Public Enterprises Committees), für Bildung (englisch Education, Training and ICT), für lokale Landverwaltung (englisch Local Government & Lands, Ombudsman and IEC) und für Tourismus, Kultur und Sport (englisch Tourism, Arts, Culture, Youth and Sports) tätig.
Manka verstarb Ende Dezember 2014 in Banjul. Am folgenden Tag wurde er mit einem Staatsakt in der Nationalversammlung geehrt, bevor er in seinen Heimatort Janjanbureh überführt und dort bestattet wurde.